# Franz Gredy
Franz Gredy (* 25. Dezember 1843 in Mainz; † 25. Januar 1917 in Charlottenburg) war ein deutscher Fabrikdirektor.

## Leben

Franz Gredy

Franz Gredy, Sohn des Professors Friedrich Melchior Gredy, besuchte das Gymnasium in Mainz und studierte Maschinenbau in Karlsruhe. Nach dem Studium war er ein Jahr lang in Manchester und Glasgow als Konstrukteur tätig. Danach arbeitete er für die Schwartzkopff’sche Maschinenfabrik in Berlin.
Anfang der 1870er bekleidet Gredy leitende Stellen in Lüttich und in Brüssel, und 1875 bis 1886 bei der Firma van der Zypen & Charlier in Köln-Deutz. Für diese Firma leitete er von 1886 bis 1892 die Russisch-Baltische Waggonfabrik in Riga, und war später dessen Generalvertreter in Berlin.
Gredy gehörte dem Verein Deutscher Maschinen-Ingenieure viele Jahre als Mitglied des Vorstandes und des Ausschusses für die Verwendung der gestifteten Fonds an. Er war seit 1882 verheiratet. Aus der Ehe entstanden zwei Töchter und ein Sohn.